# Цабельтиц
Цабельтиц (нем. Zabeltitz) — бывшая коммуна в немецкой федеральной земле Саксония. С 1 января 2010 года входит в состав города Гросенхайн.
Подчиняется земельной дирекции Дрезден и входит в состав района Мейсен. На 31 декабря 2010 года население Цабельтица составляло 1037 человек. Занимает площадь 52,81 км². Официальный код  —  14 2 85 410.
Коммуна подразделялась на 9 сельских округов.